# Henri Beaujean
Pour les articles homonymes, voir Beaujean.
Henri Beaujean, né le 19 juillet 1925 au Moule où il est mort le 10 mai 2021, est un médecin et homme politique français.

## Biographie
Médecin de profession, il entre en politique en 1973 en étant élu conseiller général de la Guadeloupe dans le canton du Moule-2 puis maire de sa commune natale quatre ans plus tard.
Lors des élections législatives de 1986, il figure en deuxième position sur la liste départementale du RPR derrière Lucette Michaux-Chevry. Si les socialistes et les communistes restent majoritaires, le parti de Jacques Chirac finit en tête dans le département avec 35,46% des suffrages : Henri Beaujean est élu député.
À l'Assemblée nationale, il siège dans le groupe RPR.
En 1988, il ne se représente pas[réf. nécessaire] mais demeure maire et conseiller général quelques années durant.

## Détail des fonctions et des mandats
Mandat parlementaire
- 2 avril 1986 - 14 mai 1988 : député de la Guadeloupe

Mandats locaux
- septembre 1973 - mars 1992 : conseiller général du canton du Moule-2
- 21 mars 1977 - 20 mars 1989 : maire du Moule